# Макс Перуц

Макс Фердинанд Перуц (на немски: Max Ferdinand Perutz) е английски биохимик, молекулярен биолог, член на Британското кралско научно дружество (1954).
Носител е на Нобелова награда за химия за 1962 година съвместно с Джон Кендрю „за изследванията си върху структурата на хемоглобина и глобуларните протеини“. Доктор по философия на Кеймбриджкия университет (1940).

## Биография
Роден е на 19 май 1914 година във Виена, Австро-Унгария. Учи във Виенския университет (1932—36), след което се премества в Кеймбридж, Великобритания.
През Втората световна война взима участие в секретния проект „Хабакук“ (библ. – Авакум), който изследва възможността да бъде построен непотопяем самолетоносач от пикрит, новооткрита смес от лед и дървени стърготини и провежда първоначалните изследвания върху свойствата на новия материал.
Ръководи групата по молекулярна биология на Медицинския научноизследователски съвет (1947—62), от 1962 завеждащ лабораторията по молекулярна биология при Кеймбриджкия университет.
Научен ръководител на Франсис Крик и Джеймс Уотсън по време на подготовката на докторската им дисертация, в която разкриват структурата на ДНК.
Член на Американската академия за изкуство и наука (1963) и Австрийската академия на науките (1963).
Умира на 6 февруари 2002 г. в Кеймбридж.